# Битва при реке Белли
Битва при реке Белли (англ. Battle of the Belly River) — последняя крупномасштабная битва между индейцами Канады на канадской земле, а также последнее крупное столкновение между кри и черноногими.

## История
Битва произошла на территории нынешнего города Летбриджа на берегу реки Олдмен, которая в те годы называлась рекой Белли. С исчезновением бизонов равнинные кри попытались захватить охотничьи угодья черноногих. Рано утром 25 октября 1870 года кри атаковали лагерь кайна. Находившиеся поблизости пикани пришли на выручку своим сородичам. Равнинные кри были вынуждены отступить. Битва завершилась решительной победой черноногих, кри потеряли убитыми 240 человек.

## Последствия
Примерно через год после битвы кри и черноногие заключили формальный мир, сиксика и кайна поддерживали его, но между северными пикани и кри стычки продолжались до 1885 года. В 1877 году был заключен Договор № 7. 